# 心中的花蕾
《心中的花蕾》（日语：ココロのつぼみ）是日本雙人音樂組合surface的第19張單曲。2006年3月8日由Sony Music Records發行。

## 解說
《心中的花蕾》是音樂組合surface自從上一張單曲《FLY HIGH》以來，相隔4個月發行的最新單曲，及surface唯一在2006年發行的單曲。同名標題曲曾在2006年1月被東京電視台電視動畫《CLUSTER EDGE》選為第15話至第24話的片尾主題曲使用，及後來發行的全3話OVA新作動畫《CLUSTER EDGE -Secret Episode-》的片尾曲仍繼續使用該歌曲。
還有，同名標題曲與B面歌曲兩首一起後來在surface他們移籍Sony Music Records之後的首張專輯《resurface》收錄，2006年4月26日發行。

## 收錄歌曲
所有歌曲由椎名慶治（surface）作詞，surface（椎名慶治&永谷喬夫）作曲、編曲。
1. 心中的花蕾（ココロのつぼみ）
  - Strings Arrangement：永谷喬夫
  - 東京電視台電視動畫《CLUSTER EDGE》、OVA《CLUSTER EDGE -Secret Episode-》片尾主題曲
2. - Brass Arrangement：澤野博敬
3. 心中的花蕾 -TV Edit-（ココロのつぼみ  -TV Edit-）